# Rem als Jocs Olímpics d'estiu de 1924 - Dos sense timoner masculí
La prova del dos sense timoner masculí fou una de les set que es disputaren als Jocs Olímpics de París de 1924 i que formaven part del programa de rem. La prova es va disputar entre el 13 i el 17 de juliol de 1924, amb la presència de 6 remers, procedents de 3 països diferents.

## Medallistes
| Or                                        | Plata                               | Bronze        |
| Països BaixosTeun Beijnen · Willy Rösingh | FrançaMaurice Bouton · Georges Piot | no es concedí |

## Resultats

### Sèries
Es disputaren el 13 de juliol. De les cinc tripulacions inscrites, dues, les de Suïssa i els Estats Units, no es presentaren, fent innecessàries les sèries i la repesca prevista.
| Pos. | Nació      | Remers                            | Temps   |
| ---- | ---------- | --------------------------------- | ------- |
| 1    | França     | Maurice Bouton - Georges Piot     | 9'42"2  |
| 2    | Regne Unit | Gordon Killick - Thomas Southgate | 10'10"8 |

| Pos. | Nació         | Remers                       | Temps   |
| ---- | ------------- | ---------------------------- | ------- |
| 1    | Països Baixos | Teun Beijnen - Willy Rösingh | 10'02"0 |

### Final
Es disputà el 17 de juliol. L'equip britànic no es presenta a la sortida, per la qual cosa la medalla de bronze no fou entregada.
| Pos. | Nació         | Remers                            | Temps   |
| ---- | ------------- | --------------------------------- | ------- |
| 1    | Països Baixos | Teun Beijnen - Willy Rösingh      | 8' 19"4 |
| 2    | França        | Maurice Bouton - Georges Piot     | 8' 21"6 |
| -    | Regne Unit    | Gordon Killick - Thomas Southgate | DNS     |